# Laserpitium siler
Laserpitium siler este o plantă erbacee perenă a familiei Apiaceae.

## Descriere
Laserpitium siler poate atinge o înălțime de aproximativ 30-100 centimetri. Este o umbelliferă perenă robustă cu  frunze bipinate alternative. Laserpitium siler produce umbele compuse din flori albe penta-stelate. Această plantă înflorește din iunie până în august.

## Distribuție și habitat
Această specie poate fi găsită în Europa Centrală și Alpii de Sud, Balcani, Munții Apenini și Peninsula Iberică. Aceasta crește în chei și pe pante stâncoase la o altitudine de 800-2250 metri deasupra nivelului mării.

## Legături externe
- Tutin, T. G. și al., ed. 1964–1980. Flora europaea